# Rondeletiola minor
Rondeletiola minor е вид главоного от семейство Sepiolidae.

## Разпространение и местообитание
Видът е разпространен в Албания, Алжир, Ангола (Кабинда), Бенин, Босна и Херцеговина, Габон, Гамбия, Гана, Гвинея, Гвинея-Бисау, Гърция (Егейски острови и Крит), Демократична република Конго, Египет (Синайски полуостров), Екваториална Гвинея (Биоко), Западна Сахара, Израел, Испания (Балеарски острови, Канарски острови и Северно Африкански територии на Испания), Италия (Сардиния и Сицилия), Камерун, Кипър, Кот д'Ивоар, Либерия, Либия, Ливан, Мавритания, Мароко, Намибия, Нигерия, Палестина, Португалия, Сенегал, Сиера Леоне, Сирия, Словения, Того, Тунис, Турция, Франция (Корсика), Хърватия и Черна гора.
Обитава крайбрежията на океани, морета и заливи.